# Twenty-two Hits of The Bee Gees
A Twenty-two Hits of The Bee Gees című lemez a Bee Gees Japánban megjelent válogatáslemeze.

## Az album dalai
1. First of May (Barry, Robin és Maurice Gibb) – 2:50
2. New York Mining Disaster 1941 (Barry és Robin Gibb) – 2:12
3. To Love Somebody (Barry és Robin Gibb) – 3:01
4. Holiday (Barry és Robin Gibb) – 2:55
5. Massachusetts (Barry, Robin és Maurice Gibb) – 2:25
6. I've Gotta Get a Message To You (Barry, Robin és Maurice Gibb) – 3:10
7. World (Barry, Robin és Maurice Gibb) – 3:05
8. I Started a Joke (Barry, Robin és Maurice Gibb) – 3:15
9. Don't Forget to Remember (Barry és Maurice Gibb) – 3:29
10. Lonely days (Barry, Robin és Maurice Gibb) – 3:51
11. Melody Fair  (Barry, Robin és Maurice Gibb) – 3:50
12. How Can You Mend a Broken Heart? (Barry és Maurice Gibb) – 3:59
13. In the Morning (Barry Gibb) – 3:55
14. My world (Barry és Robin Gibb) – 4:20
15. Run To Me (Barry, Robin és Maurice Gibb) – 3:06
16. Jive Talkin' (Barry, Robin és Maurice Gibb) – 3:43
17. You Should Be Dancing (Barry, Robin és Maurice Gibb) – 4:15
18. How Deep Is You Love (Barry, Robin és Maurice Gibb) – 4:03
19. Stayin' Alive (Barry, Robin és Maurice Gibb) – 4:43
20. Night Fever (Barry, Robin és Maurice Gibb) – 3:31
21. Too Much Heaven (Barry, Robin és Maurice Gibb) – 4:57
22. Love You Inside Out (Barry, Robin és Maurice Gibb) – 4:11

## Közreműködők
- Bee Gees